# فهرست کتابهای فارسی‌شده چاپی
فهرست کتابهای فارسی شده چاپی ۱۳۸۳–۱۳۷۱: نمایه توسط فرشته ناصری، مهین فضائلی جوان، محمدکریم رحمانی‌پور و حمزه کاهانی زیر نظر سیدمحسن ناجی نصرآبادی پژوهش و تدوین شده است و بنیاد پژوهش‌های اسلامی آن را منتشر کرده است. این کتاب در سی و سومین دوره جایزه کتاب سال جمهوری اسلامی ایران، به‌عنوان «کتاب سال ایران» برگزیده شد.